# 中國人民解放軍上校
上校是中国人民解放军的校级军衔，位于大校和中校之间。1955年首次设立，1988年重新设立。（武警也設置上校的警銜）
主要擔任副师职／正旅职，正团职／副旅职。

## 同等军衔
本軍銜相當於北約的OF-5、日本自衛隊則依軍種分稱為一等陸佐、一等海佐和一等空佐（簡稱一佐），其他主要國家多稱之為上校。
上校晉升到大校的時間為四年，而大校之後則為選升。